# Hans Klinkhammer
Hans Klinkhammer est un footballeur ouest-allemand puis allemand né le 23 août 1953 à Mönchengladbach. Il évoluait au poste d'arrière droit ou gauche.

## Biographie
Hans Klinkhammer commence sa carrière au Borussia Mönchengladbach en Coupe de la Ligue allemande en 1972,,.
Mönchengladbach remporte la Coupe UEFA en 1975 : Klinkhammer dispute 7 matchs dont la finale gagnée 5-1 contre le FC Twente.
Il est sacré à trois reprises champion d'Allemagne de l'Ouest en 1975, 1976 et 1977,.
Lors de la saison 1976-1977, Mönchengladbach est finaliste de la Coupe des clubs champions en 1977. Hans Klinkhammer joue 6 matchs, dont la finale perdue contre Liverpool, 1-3. Il se met en évidence en inscrivant un but face au Torino en huitièmes de finale.
Mönchengladbach est à nouveau vainqueur de la Coupe UEFA en 1979 : Klinkhammer dispute quatre matchs lors de la compétition, mais ne dispute pas la finale.
En 1980, il rejoint le TSV 1860 Munich. Le club est relégué en deuxième division ouest-allemande à l'issue de la saison 1980-1981,.
En 1982, Klinkhammer est transféré à l'Union Solignen (en) là aussi en 2. Bundesliga. Klinkhammer raccroche les crampons en 1983,.
Hans Klinkhammer joue au total 163 matchs pour cinq buts marqués en première division ouest-allemande, et 44 matchs pour un but marqué en deuxième division ouest-allemande. Au sein des compétitions européennes, il dispute 13 matchs de Coupe des clubs champions pour un but marqué, trois matchs de Coupe des vainqueurs de coupe pour aucun but marqué, et enfin 17 matchs de Coupe UEFA pour un but marqué.

## Palmarès
Borussia Mönchengladbach
| - Championnat d'Allemagne de l'Ouest (3) : - Champion : 1974-75, 1975-76 et 1976-77. |  | - Coupe UEFA (1) : - Vainqueur : 1974-75. |  | - Coupe des clubs champions : - Finaliste : 1976-77. |